# Mauricio Cardozo Ocampo
Mauricio Cardozo Ocampo (Ybycuí, 14 de mayo de 1907 - Buenos Aires, 5 de mayo de 1982) fue un músico paraguayo, referente principal de la denominada «generación de oro» de la música popular paraguaya y riguroso investigador del folclore de Paraguay.

## Infancia y juventud
Su madre se llamaba Crescencia Cardozo Caballero y su padre Clemente Ocampo. Inició su formación musical con el flautista Eloy Martín Pérez, en su pueblo natal. Continuó sus estudios con Juan A. Rojas y los primeros instrumentos que ejecutó fueron la flauta y la guitarra. Ya en Asunción, capital del Paraguay, se incorporó a la Banda de Policía de la Capital, trabajando bajo la dirección de los maestros Nicolino Pellegrini y Salvador Casicheo.

## Carrera profesional
En 1930, a propósito del estallido de la guerra del Chaco que enfrentó a Paraguay y Bolivia, el dúo Martínez-Cardozo, junto con otros artistas, realizó exitosas actuaciones para recaudar fondos para la Cruz Roja Paraguaya. En 1936 fue uno de los fundadores de la Sociedad Argentina de Autores y Compositores, habiendo pertenecido antes al Círculo de Autores y Compositores de cuya fusión con la Sociedad de Autores surgió en 1936 la actual SADAIC. Esta entidad lo nominó como delegado ante el presidente de la República del Paraguay para gestionar la promulgación de una legislación protectora de la propiedad intelectual; fruto de esta gestión fue el decreto-ley n.º 94 suscripto por el presidente Federico Cháves.
Entre 1948 y 1952 escribió y dirigió ciclos radiofónicos sobre música y cultura paraguayas por Radio Argentina (en Buenos Aires).
Se mudó nuevamente a Buenos Aires, donde entre 1961 y 1962 realizó ciclos de conciertos de música paraguaya al frente de la Orquesta Estable de LR4 Radio Splendid, en la capital porteña, por dos temporadas.
Entre 1959 y 1965 fue profesor de folklore del Instituto de Bellas Artes Romaro (en Buenos Aires).

## Trayectoria
En sus tiempos de conscripción militar conoció a Eladio Martínez, con quien integró el dúo Martínez-Cardozo, el cual grabó una apreciable cantidad de discos para el sello Odeón de Buenos Aires y realizó innumerables presentaciones en teatros, radioemisoras y centros culturales.
Realizó giras artísticas por países y ciudades del cono sur sudamericano, recalando finalmente en Buenos Aires (Argentina), donde fijó residencia y continuó sus estudios con los destacados maestros de armonía, composición e instrumentación Isidro Maistegui y Gilardo Gilardi. Con el folklorólogo argentino Juan Alfonso Carrizo inició sus estudios sobre la ciencia del folklore.
Finalizada la guerra del Chaco, se funda en Buenos Aires el Círculo Paraguayo del cual Martínez-Cardozo son activos integrantes y poco después, Cardozo Ocampo inicia al frente del conjunto folklórico Ñande Koga, una fundamental labor musical que desembocará, andando el tiempo, en la fundación de la Agrupación Folklórica Guaraní y luego del Club Folklórico Rincón Guaraní.

## Cargos ocupados a favor del arte
Entre sus múltiples actividades vinculadas al quehacer musical, a la ciencia del folklore y a la labor gremial en favor de los músicos se cuentan las de
- secretario fundador de APA (Autores Paraguayos Asociados)
- miembro de la Asociación de Músicos del Paraguay
- integrante de la Academia de la Lengua y Cultura Guaraní
- miembro de la Asociación Indigenista del Paraguay
- jefe del Departamento Folklórico de la Dirección General de Turismo del Paraguay
- asesor folklórico de la Municipalidad de Asunción
- presidente honorario de APROFON (Asociación Paraguaya de Productores de Fonogramas)
- asesor folklórico de IFAP (Intérpretes del Folklore Asociados del Paraguay).

## Aporte cultural
Como conferencista su tarea fue grandemente fecunda, presentándose en innumerables encuentros científicos de la especialidad folklórica, festivales, congresos, seminarios y simposios en más de una veintena de ciudades de la Argentina y el Uruguay. Desde 1961 dictó charlas y conferencias sobre temas tales como
- «La música paraguaya y sus ramificaciones»
- «El arpa paraguaya»
- «Nombres genéricos de la música paraguaya»
- «La fiesta de la galopa»
- «El origen de la música paraguaya»
- «Músicas y danzas paraguayas»
- «La música paraguaya y su influencia en el Río de la Plata»
- «Música y danza paraguaya y la voz espuria de litoraleña»
- «Leyendas y costumbres del Paraguay»
- «6x8, signo musical de América Latina»
- «Folklore paraguayo»
- «¿Qué es folklore?»
- «El tirteo verde-olivo: Emiliano R. Fernández»
- «Instrumentos musicales del Paraguay»
- «Músicos, poetas y artífices de la cultura artística paraguaya», entre otros.

Cuando su regreso definitivo al Paraguay encaró la formación del Conjunto Folklórico Perú Rimá, cuya tarea en la jerarquización de la música paraguaya, por la calidad y el rigor artístico y estético impresos a su trabajo, es bastamente reconocida.
Se dedicó fundamentalmente a la composición de música de inspiración folklórica sobre ritmos paraguayos. Su obra, de gran valor, se destaca por la captación del sentir popular del hombre de campo y, al mismo tiempo, por la delicadeza en el tratamiento melódico y armónico, lo cual para el Maestro, según su propia expresión, era «cuestión de honor musical».
Casado con Fidelina Fleytas, todos sus hijos se vincularon al hecho artístico musical:
- Oscar (1942-2001), pianista, director y arreglador orquestal, y compositor de reconocimiento internacional a partir de su trabajo en la capital porteña
- Amambay (1945-1997)
- Aníbal, crítico musical
- Mauricio (hijo) Pinchi, refinado guitarrista, compositor y arreglador.

## Obras
Entre sus más de trescientas composiciones destacan:
- Amambay
- Añoranza
- Arroyito del sendero
- kambá la mercé
- Canto a Itacurubí
- Che morenamí
- Chokokué kera yvotý
- Chokokué purahéi
- Corazón
- En una noche azul
- Estrellita
- Galopera (tiene el mérito de figurar entre las tres obras más difundidas de la historia de la música paraguaya)
- Guavirá poty
- Josefina
- La carreta campesina
- Las siete cabrillas
- Luna de mi Asunción
- Mansú resay
- Marizza
- Mi amor guaraní
- Mi destino
- Mi retorno
- Mombyry guive
- Morena
- Noches blancas
- Ondina del Plata
- Paraguaya linda
- Pueblo Ybycuí
- Punta porá
- Qué linda es mi bandera
- Regalo de amor
- Rincón guaraní
- San Baltasar
- Sé que te perdí
- Soledad
- Solito estoy
- Tronco al cielo
- Volverás a soñar
- Yo soy purahéi

Es, asimismo, el autor de los libros Mis bodas de oro con el folklore paraguayo (Memorias de un pychäi) y Mundo folklórico paraguayo (en tres tomos).